# Тюмень Немецкий
Тюме́нь Неме́цкий (укр. Тюмень Німецький, крымскотат. Nemse Tümen, Немсе Тюмен) — исчезнувшее село в Сакском районе Республики Крым (согласно административно-территориальному делению Украины — Автономной Республики Крым), располагавшееся в центре района, в степном Крыму, на северном берегу одного из заливов озера Сасык, примерно в 3 километрах южнее современного села Глинка.

## История
Согласно энциклопедическому словарю «Немцы России», Тюмень немецкий (также Дейч-Тюмень или Гольца) был основан в Сакской волости Евпаторийского уезда крымскими немцами-лютеранами в 1890 году на 800 десятинах земли. По «…Памятной книжке Таврической губернии на 1900 год» на хуторе Тюмень числилось 17 жителей в 2 дворах. По Статистическому справочнику Таврической губернии. Ч.II-я. Статистический очерк, выпуск пятый Евпаторийский уезд, 1915 год, в экономии Тюмень (Гольца) Сакской волости Евпаторийского уезда числилось 3 двора с немецкими жителями в количестве 11 человек приписного населения и 15 — «постороннего». Согласно списку 1915 года «…русских подданных из австрийских, венгерских или германских выходцев» землевладельцев, опубликованном в газете «Таврические губернские ведомости» в апреле 1915 года, при деревне Тюмень значились наследники Иосифа Михайловича Гольда: вдова Мария Адамовна, дети: Людвиг, Эйгин и Эмилия по мужу Гарварт, имевшие 508 десятин 800 квадратных саженей земли и братья Гарварт: Яков (150 дес.) и Эдуард Готфридовичи — 66 дес. 1200 кв. саж..
После установления в Крыму Советской власти, по постановлению Крымревкома от 8 января 1921 года № 206 «Об изменении административных границ» была упразднена волостная система и село вошло в состав Евпаторийского района Евпаторийского уезда, а в 1922 году уезды получили название округов. 11 октября 1923 года, согласно постановлению ВЦИК, в административное деление Крымской АССР были внесены изменения, в результате которых округа были отменены и произошло укрупнение районов — территорию округа включили в Евпаторийский район. Согласно Списку населённых пунктов Крымской АССР по Всесоюзной переписи 17 декабря 1926 года, в селе Тюмень (немецкий), Айдаргазского сельсовета Евпаторийского района, числилось 5 дворов, все крестьянские, население составляло 34 человека, все немцы. Постановлением Президиума КрымЦИКа «Об образовании новой административной территориальной сети Крымской АССР» от 26 января 1935 года был создан Сакский район и село включили в его состав. Вскоре после начала Великой Отечественной войны, 18 августа 1941 года крымские немцы были выселены, сначала в Ставропольский край, а затем в Сибирь и северный Казахстан.
После освобождения Крыма от фашистов, 12 августа 1944 года было принято постановление № ГОКО-6372с «О переселении колхозников в районы Крыма», по которому в район из Курской и Тамбовской областей РСФСР в район переселялись 8100 колхозников, а в начале 1950-х годов последовала вторая волна переселенцев из различных областей Украины. С 25 июня 1946 года Тюмень Немецкий в составе Крымской области РСФСР. Указом Президиума Верховного Совета РСФСР от 18 мая 1948 года, Тюмень немецкий, Тюмень татарский и Тюмень русский объединили в одно село с названием Овражное.